# Periklís Pierrakos-Mavromikhalis
Periklís Pierrakos-Mavromikhalis (en grec Περικλής Πιερράκος Μαυρομιχάλης, 1863 – 1938), també conegut com a Mavromikhalis-Pierrakos fou un oficial i polític grec, que de jove havia pres part als Jocs Olímpics de 1896, a Atenes.
Fill del general Andónios Mavromikhalis, del clan maniota Pierrakos (Mavromikhalis), arribà a ser oficial de l'exèrcit grec lluitant en la Guerra greco-turca de 1897, les Guerres Balcàniques, la Primera Guerra Mundial (com a tinent coronel), i més tard a la Guerra de l'Àsia Menor, rebent el rang de Tinent General. Després de retirar-se inicià la seva carrera política com a Ministre d'Interior entres 1922 i 1923, i Ministre d'Assumptes Militars el 1924. El 1929 fou escollit senador.
Abans, el 1896, guanyà la medalla de bronze, en la prova de Floret dels Jocs Olímpics d'Atenes. Inclòs al grup A en la fase prèvia, en què tots els tiradors s'enfrontaven entre ells, aconseguí dues victòries i una derrota. Perdé contra Henri Callot, el qual guanyaria la medalla de plata, i guanyà a Henri Delaborde i Ioannis Poulos per ser segon de grup. No hi hagué cap enfrontament contra el segon classificat del grup B, Athanasios Vouros, i Pierrakos-Mavromikhalis fou guardonat amb la medalla de bronze perquè la segona victòria de Vouros fou deguda a una sanció per a Komninos-Miliotis.